# San Juan de Manapiare
San Juan de Manapiare é uma cidade venezuelana, capital do município de Manapiare.